# Karosa Legobus
Karosa Legobus {русск. «каро́са легобу́с»} (точная модификация — Karosa B732.1670 — русск. [каро́са бэ се́дм сет тршице́т два (бод) тиси́ц шест седмдеса́т]) — прототип городского автобуса, созданный в 1993 году чешской компанией Karosa.

## Конструкция
Концептуально автобус базировался на обычной B732, однако главной особенностью данного автобуса являлся алюминиевый кузов, а также гораздо более современный дизайн и пониженный уровень пола, что существенно отличало его от «классической» B732. С правой стороны автобус имеет три двустворчатые автоматические двери. Для водителя предусмотрена дверь с левой стороны, открывающаяся вручную. Сидения в салоне расположены по схеме 1+2, на колёсных арках — 2+2. Своё название «Legobus» данный автобус получил благодаря тому, что за достаточно быстрое время (несколько десятков минут) его можно трансформировать в зависимости от требуемых функций: например, изменить количество дверей.

## Производство и эксплуатация
В серийное производство Legobus так и не пошёл, так как завод выбрал более медленный и простой путь модернизации модельного ряда — в 1995 году была создана Karosa B932. Единственный выпущенный в 1993 году Legobus (имевший также обозначение B19) был передан в Технический музей города Брно в качестве экспоната, где вместе с остальными музейными автобусами и троллейбусами участвует в выставках.
Какое-то время автобус использовался по прямому назначению: существуют свидетельства того, что Legobus был в регулярной эксплуатации в городе Прага, где имел бортовой номер 3002 и был приписан к автобусному парку в Вршовице.
Так как в 1995 году для этого автобуса не хватило места в Техническом музее города Брно, то было решено использовать Legobus на городских маршрутах в Брно. Производитель не дал на это согласия, поэтому в 1997—2005 годах автобус был арендован аэропортом Туржаны. Завод-изготовитель был против использования этого автобуса для перевозки пассажиров, так как автобус не отвечал необходимым нормам и требованиям. Пробный образец был создан с той целью, чтобы проверить работоспособность технологии Alusuisse, предусматривающей создание кузова из алюминиевых модулей. С самого начала использование данной технологии не выглядело реалистичным, во многом это связано с тем, что цены на импортные комплектующие были слишком высоки. Всё это привело к тому, что завод предпочёл иной путь развития.

## Галерея
- Karosa Legobus на улицах Брно
- Вид сзади
- Салон, вид вперёд
- Салон, вид назад